# Ambassis miops
Ambassis miops är en fiskart som beskrevs av Günther 1872. Ambassis miops ingår i släktet Ambassis och familjen Ambassidae. IUCN kategoriserar arten globalt som livskraftig. Inga underarter finns listade i Catalogue of Life.